# Ropalospora atroumbrina
Ropalospora atroumbrina är en lavart som först beskrevs av H.Magn., och fick sitt nu gällande namn av Stefan Ekman. Ropalospora atroumbrina ingår i släktet Ropalospora, och familjen Fuscideaceae. Arten är reproducerande i Sverige.